# Superpartner
V částicové fyzice je superpartner (též s-částice) hypotetická elementární částice. Supersymetrie je jedna ze synergistických teorií v současné fyzice, která předpovídá existenci těchto „stínových“ částic.
Slovo superpartner je složeno ze slov supersymetrie a partner (slovo s-částice je složeno ze supersymetrie a částice).

## Teoretické předpovědi
Podle teorie supersymetrie by měl každý fermion mít za partnera boson; fermionový superpartner a každý boson by měli mít partnera fermion. Přesná neporušená supersymetrie by předpokládala, že částice a její superpartner mají stejnou hmotnost. Dosud však nebyli nalezeni žádní superpartneři standardního modelu. To může znamenat, že supersymetrie není správná, nebo to může být také důsledkem toho, že supersymetrie není přesná, tedy není neporušená symetriemi v přírodě. Pokud se superpartneři naleznou, jejich hmotnost by měla určit rozsah, v jakém je supersymetrie narušená.
Pro částice, které jsou reálné skaláry (např. axion), je superpartnerem fermion, stejně jako druhý, reálné skalární pole. U axionů, jsou tyto částice často označovány jako axina a saxina.
V rozšířené supersymetrii může mít daná částice více než jednu superčástici. Například, se dvěma kopiemi supersymetrie ve čtyřech rozměrech, by měl mít foton dva fermionové superpartnery a skalárního superpartnera.
V nulových dimenzích (častěji známé jako matrixová mechanika), je možná supersymetrie, a zároveň ne superpartneři. Toto je jediná situace, kdy supersymetrie automaticky neznamená také existenci superpartnerů.

## Vytvoření superpartnerů
Pokud je supersymetrie správná, mělo by být možné znovu vytvořit tyto částice ve vysoko-energetických částicových urychlovačích. Nicméně realizace tohoto nebude snadný úkol; tyto částice mohou mít hmotnosti až tisíckrát vyšší než jim odpovídající běžné částice.
Až do nedávné doby neměly urychlovače dostatečnou sílu na vytvoření supertěžkých částic, ale nově postavený Velký hadronový urchlovač v CERNu ve Švýcarsku a Francii by měl být schopen dosáhnout kolizí v rozsahu až 14 TeV, což by mohlo stačit na určení, zda superpartnerské částice existují.